# Эль-Аргарская культура

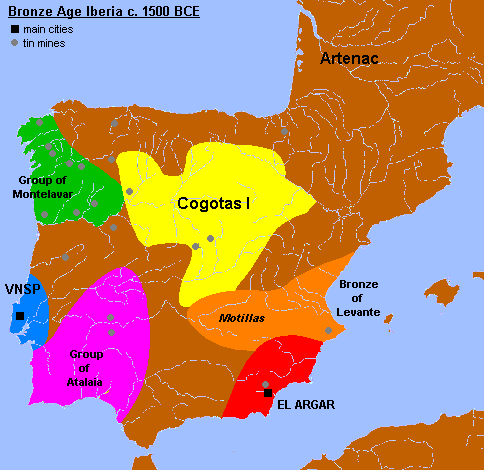
Эль-Аргарская и другие культуры среднего бронзового века на Иберийском полуострове

(Эль-)Аргарская археологическая культура раннего бронзового века в Европе, существовавшая в период 1800—1550 гг. до н. э. (по устаревшей некалиброванной датировке — до 1300 г.) Названа по своему характерному памятнику Эль-Аргар, El Argar в окрестностях города Антас в провинции Альмерия на юго-востоке Испании.

## Распространение
Эль-Аргарская культура распространялась на всю территорию провинции Альмерия, на север по центральной равнине по большей части региона Мурсия и на восток по территории провинции Гранада.
Политическое и культурное влияние было намного более широким и достигало востока и юго-запада Иберии (Алгарве), возможно, и других регионов. В частности, она оказала влияние на культуру бронзы Леванте (мотильяс).
Иногда в состав культуры Эль-Аргар включается культура валенсийской бронзы, однако Микель Тарраделл рассматривает её как самостоятельную культуру.
Культура Эль-Аргар рассматривается как вероятный предок древних иберов.

## Характеристика
Характерным для эль-аргарской культуры было раннее использование бронзы, что на короткое время позволило эль-аргарцам получить преимущество перед другими соседними народами халколита. Кроме того, в Эль-Аргаре развились сложные технологии керамики, которой они торговали с другими народами Средиземноморья.
Культура Эль-Аргар возникла из более ранней культуры Лос-Мильярес. В отличие от последней, в ней наблюдается влияние других средиземноморских культур. Центр культуры, по сравнению с Лос-Мильярес, сместился к северу, значительно расширились влияние и территория. Довольно развитыми были металлургия и горная добыча бронзы (?!), серебра и золота, которые использовались в ювелирном деле и для изготовления оружия.
Анализ останков растений позволяет предположить, что эль-аргарцы неэкономно относились к природным ресурсам. В результате выжигания леса, что со временем привело к кризису самой культуры, вместо дубовых зарослей на склонах региона образовался слой древесного угля, на котором вырос огнестойкий кустарник, гарриге и маки.
Около 1550 г. произошёл экономический коллапс. Культура исчезает, а последующие памятники уже не имеют следов культурной преемственности. По своему характеру коллапс напоминает «тёмные века» древней Греции, когда население осталось прежним, однако на несколько веков культура была отброшена назад.

### Основные памятники Аргарской культуры
- Эль-Аргар: неправильная форма (280 x 90 м).
- Фуэнте-Вермеха: небольшое укреплённое поселение, 3 км к северу от Эль-Аргара
- Лугарико-Вьехо: более крупный город, около Фуэнте-Вермеха.
- Пунтаррон-Чико: на вершине небольшого холма, около города Бениахан (Мурсия)
- Ифре (Мурсия): на скалистой возвышенности.
- Сапата (Мурсия): 4 км к западу от Ифре, укреплённое поселение.
- Гатас (4 км к западу от Мохаркара, Альмерия): укреплённое поселение на холме с хорошо развитой водной канализацией.
- Эль-Офисио (9 км к северу от Вильярикос, Альмерия): на вершине хорошо укреплённого холма, особенно со стороны моря.
- Фуэнте-Аламо (7 км к северу от Куэвас-де-Альмасора, Альмерия): цитадель на вершине холма, дома расположены на террасах на южном склоне.
- Альмисараке (Альмериа): город, возникший ещё при прежней культуре Лос-Мильярес.
- Серро-де-ла-Вирхен-де-Орсе (Гранада).
- Серро-де-ла-Энсина (Моначиль, Гранада).
- Куэста-дель-Негро (Пурульена, Гранада).
- Ла-Бастида (муниципалитет Тотана, провинция Мурсия): в трех километрах к северу от устья реки Гуадалентин[5].

## Палеогенетика
В Иберии бронзового века произошла резкая смена мужского населения, которая связывается с экспансией носителей индоевропейских языков. Из останков 36 мужчин, протестированных из мест Ла-Альмолойя и Ла-Бастида, 35 были отнесены к гаплогруппе R1b-M269 (у 14 мужчин производный вариант P312, у 18 мужчин — Z195). Лишь один мужчина был носителем другой гаплогруппы, E1b-L618. Культура Аргар, вероятно, была сформирована из смеси новых групп, прибывших из северо-центральной Иберии (которые уже несли преобладающую линию Y-хромосомы и центральноевропейскую степную родословную) и местных юго-восточных иберийских групп медного века, которые отличались от других иберийских регионов тем, что они включали иранское неолитическое происхождение (похожее на то, что обнаружено в восточных и/или центрально-средиземноморских древних группах). Основной дополнительный источник происхождения напоминал центральноевропейские группы колоколовидных кубков, которые сначала внесли свой вклад в северную Иберию, а затем распространились на юг. В целом популяция моделируется из следующих предковых компонентов:
- ~60% ранние европейские земледельцы
- ~25% западноевропейские охотники-собиратели
- ~15% западные степные скотоводы

Некоторые фенотипические черты: абсолютное большинство карих глаз, бледная кожа была преобладающей, каштановые волосы были более обычными, чем чёрные.

## Хронология
Культура Эль-Аргар подразделяется на две фазы, A и B.

### Эль-Аргар A
Этот период начался в XVIII веке до н. э. Наиболее ранние находки по методу радиоуглеродного анализа относятся к первой половине 18 в. до н.э:
- 1785 до н. э. (+/- 55 лет) — периферийный памятник Серро-де-ла-Вирхен-де-Орсе, переходный между поздним халколитом и ранним бронзовым веком.
- 1730 до н. э. (+/- 70 лет) — Фуэнте-Аламо — памятник Эль-Аргар A2, под которым находятся шесть недатированых слоёв A1.
- 1700 до н. э. — Куэста-дель-Негро (ещё одно периферийное городище) с явно аргарскими материалами в самом нижнем слое.

### Эль-Аргар B
Этот период начался в XVI веке до н. э. Основным памятником является Фуэнте-Аламо (около 1550 года до н. э. +/- 70 лет), где представлен верхний слой Эль-Аргара B2 (под самым нижним слоем стадии B находятся ещё 4 слоя).

### Пост-аргарская фаза
Период Эль-Аргар B заканчивается в XIV или XIII веке до н. э., и ему на смену приходит менее однородная пост-аргарская культура. Радиоуглеродная датировка по городищу Эль-Аламо указывает на 1330 г. до н. э. +/- 70 лет.

## Материальная культура

### Металлургия
Эль-Аргар был центром производство бронзы и псевдо-бронзы (сплав, содержавший мышьяк вместо олова) в раннем и среднем бронзовом веке на территории Иберийского полуострова. Основным продуктом металлургии было оружие: ножи, алебарды, мечи, копья и наконечники стрел, а также крупные топоры с искривлённой кромкой, которые часто встречаются не только в памятниках Эль-Аргара, но и по всей территории Иберии. Велась также добыча серебра, тогда как золото, часто использовавшееся в период халколита, употреблялось гораздо реже.

### Стеклянные бусы
Ещё одним важным элементом местного производства были стеклянные бусы (синего, зелёного и белого цветов), напоминающие подобные находки в Египте (Амарна), Микенской Греции (XIV век до н. э.), британской Уэссекской культуры (около XIV века до н. э.) и в некоторых памятниках Франции. Некоторые из подобных бусин обнаруживались в контексте халколита (памятник Ла-Пастора), что навело археологов на мысль о более раннем распространении подобных материалов на юго-востоке Иберии (конец 3 тысячелетия до н. э.).

### Другие предметы производства
Керамика претерпела значительные изменения, с течением времени почти полностью утрачена декорация, появились новые типы.
Производство тканей, по-видимому, играло важную роль, обрабатывались шерсть и лён. Также важным было изготовление корзин, где достигается больший размах и разнообразие, чем в предшествовавшие эпохи.

## Погребальные обычаи
Традиция коллективных погребений, типичная для европейских мегалитов, исчезает, ей на смену приходят индивидуальные погребения. Толосы больше не используются — им на смену приходят меньшего размера саркофаги, которые закладываются либо под дом, либо снаружи. Эта тенденция, по-видимому, пришла из Восточного Средиземноморья, вероятно, из Микенской Греции (не затронув при этом Сицилию и Италию, где ещё какое-то время сохранялась традиция коллективных погребений).
От Эль-Аргарской культуры подобные погребальные традиции постепенно распространяются на остальную часть Иберии.
На стадии В данной культуры наибольшее распространение получают захоронения внутри пифосов. Этот обычай, не распространившийся на соседние культуры, также пришёл с территории Греции, где подобные захоронения использовались пеласгами и микенскими греками после 2000 г. до н. э.

## Связь с другими культурами
- Лос-Мильярес: предшествующая культура.
- Левантская бронза: существовала на территории провинции Валенсия, родственна культуре Эль-Аргар, однако поселения были меньшими по размеру.
- Мотильяс (Ла-Манча) — по-видимому, результат военных походов прото-иберов.
- Юго-западная иберийская бронза.
- Микенская Греция: существовали торговые связи между Эль-Аргар и Микенской Грецией, при этом аргарцы усвоили местные погребальные обычаи (индивидуальные захоронения сначала в саркофагах, затем в пифосах), тогда как греки импортировали иберские толосы с той же целью.